# Kodasoo
Kodasoo is een plaats in de Estlandse gemeente Kuusalu, provincie Harjumaa. De plaats heeft de status van dorp (Estisch: küla).

## Bevolking
Het dorp had 69 inwoners op 31 december 2011 en 66 inwoners op 31 december 2021.

## Ligging
Kodasoo ligt aan de Põhimaantee 1, de hoofdweg van Tallinn naar Narva.